# 大水沟题记
大水沟题记，位于宁夏回族自治区石嘴山市平罗县大水沟内，是中华人民共和国宁夏回族自治区文物保护单位之一。
2005年9月15日，授予宁夏回族自治区文物保护单位，是一座石窟寺及石刻。